# ارین اسپرینگز (اکلاهما)
ارین اسپرینگز(به انگلیسی: Erin Springs) شهری در ایالت اکلاهما کشور ایالات متحده آمریکا است که جمعیت آن در سرشماری سال ۲۰۱۰ میلادی، ۸۷ نفر بوده‌است.